# ويليام إف دين
ويليام اف دين (بالإنجليزية: William F. Dean)‏ 
 (1 اغسطس 1899 - 24 اغسطس 1981) ضابط أمريكي خدم في الحرب العالمية الثانية والحرب الكورية خلال خدمته العسكرية ما بين (1921-1955)، مُنح ميدالية الشرف لمعاركه في 20 و21 يوليو 1950 وكان ويليام أعلى رتبة عسكرية يتم أسرها خلال الحرب الكورية.
تخرج دين من جامعة كاليفورنيا ببيركيلي عام 1922

## روابط خارجية
- ويليام إف دين على موقع مونزينجر (الألمانية)